# Raie de transition interdite
 (mars 2025).
Si vous disposez d'ouvrages ou d'articles de référence ou si vous connaissez des sites web de qualité traitant du thème abordé ici, merci de compléter l'article en donnant les références utiles à sa vérifiabilité et en les liant à la section « Notes et références ».
Une raie de transition interdite ou raie interdite est un concept en physique/chimie. C'est une raie spectrale émise par des atomes effectuant des transitions d'énergie normalement non autorisées par les règles de sélection de la mécanique quantique. En chimie, « interdit » signifie absolument impossible d'après les lois de la nature, mais avec l'hypothèse d'une symétrie idéale. En physique, cela signifie que le processus ne peut pas se produire par la voie la plus efficace (dipôle électrique). Bien que les transitions soient normalement « interdites », il existe une probabilité non nulle de leur occurrence spontanée, dès l'instant où un atome ou une molécule est portée à un état excité. Plus précisément, il existe une certaine probabilité par unité de temps qu'un tel atome excité fasse une transition interdite vers un niveau de plus faible énergie ; par définition cette probabilité est beaucoup plus faible que pour toute autre transition permise par les règles de sélection. Par conséquent, si un état peut se désexciter par une transition autorisée (ou autrement, par exemple par des collisions), il le fera presque certainement de cette façon plutôt que de le faire par une transition interdite. Cependant, les transitions « interdites » sont seulement relativement improbables : les états qui peuvent seulement se désexciter de cette façon (appelés états méta-stables) ont habituellement des durées de vie de l'ordre de la milliseconde à la seconde, à comparer à moins d'une microseconde pour les désexcitations par les transitions autorisées.
Les raies de transition interdites sont seulement observées dans les gaz et les plasmas de densité extrêmement faible, soit dans l'espace interstellaire ou dans l'extrême atmosphère supérieure de la Terre. Même le vide le plus poussé en laboratoire sur Terre est trop dense pour qu'une raie de transition interdite soit émise avant que les atomes ne soient désexcités par collision. Cependant, dans l'espace, la densité peut être seulement de quelques atomes par centimètre cube, rendant les collisions d'atomes improbables. Dans de telles conditions, une fois qu'un atome ou molécule a été excité(e) pour une raison quelconque dans un état méta-stable, alors il est presque certain de se désexciter en émettant un photon de transition interdite. Puisque les états méta-stables sont assez communs, les raies de transition interdites fournissent un pourcentage significatif des photons émis par les gaz de densité ultra-faible de l'espace.
Les raies de transition interdites sont désignées en plaçant entre crochets les espèces atomiques ou moléculaires en question, par exemple [O III] ou [S II]. Les raies interdites de l'azote ([N II] à 654,8 et à 658,4 nm), du soufre ([S II] à 671,6 et à 673,1 nm) et de l'oxygène ([O II] à 372,7 nm, et [O III] à 495,9 et à 500,7 nm) sont communément observées dans les plasmas astrophysiques. Ces raies sont extrêmement importantes dans le bilan d'énergie d'objets tels que les nébuleuses planétaires et les régions HII. Par ailleurs, la raie interdite de l'hydrogène à 21 cm est de la plus haute importance en radio-astronomie car elle permet de voir l'hydrogène atomique très froid.